# José Zevallos
José Fernando Zevallos Villanueva, noto semplicemente come José Zevallos (Ica, 13 gennaio 1999), è un calciatore peruviano, difensore del Cusco.

## Caratteristiche tecniche
È un terzino destro.

## Carriera
Cresciuto nel settore giovanile dell'Universitario, debutta in prima squadra il 22 luglio 2018 in occasione dell'incontro di Campeonato Descentralizado perso 2-0 contro lo Sport Huancayo.

## Statistiche

### Presenze e reti nei club
Statistiche aggiornate al 29 agosto 2021.
| Stagione        | Squadra         | Campionato      | Campionato | Campionato | Coppe nazionali | Coppe nazionali | Coppe nazionali | Coppe continentali | Coppe continentali | Coppe continentali | Altre coppe | Altre coppe | Altre coppe | Totale | Totale |
| Stagione        | Squadra         | Comp            | Pres       | Reti       | Comp            | Pres            | Reti            | Comp               | Pres               | Reti               | Comp        | Pres        | Reti        | Pres   | Reti   |
| --------------- | --------------- | --------------- | ---------- | ---------- | --------------- | --------------- | --------------- | ------------------ | ------------------ | ------------------ | ----------- | ----------- | ----------- | ------ | ------ |
| 2018            | Universitario   | PD              | 6          | 0          | CP              | 0               | 0               |                    | -                  | -                  |             | -           | -           | 6      | 0      |
| 2019            | Universitario   | PD              | 4          | 0          | CP              | 0               | 0               |                    | -                  | -                  |             | -           | -           | 4      | 0      |
| 2020            | Universitario   | PD              | 6          | 0          | CP              | 0               | 0               | CL                 | 0                  | 0                  |             | -           | -           | 6      | 0      |
| 2021            | Universitario   | PD              | 12         | 0          | CP              | 0               | 0               | CL                 | 3                  | 0                  |             | -           | -           | 15     | 0      |
| Totale carriera | Totale carriera | Totale carriera | 28         | 0          |                 | 0               | 0               |                    | 3                  | 0                  |             | -           | -           | 31     | 0      |